# Jueces 6
Jueces 5 es el quinto capítulo del Libro de los Jueces en el Antiguo Testamento o la Biblia hebrea. Según la tradición judía, el libro fue atribuido al profeta Samuel, pero los eruditos modernos lo consideran parte de la Tradición deuteronómica, que abarca los libros de Deuteronomio a 2 Reyes, atribuidos a escritores nacionalistas y devotamente yahvistas durante la época del rey reformador de Judea Josías en el siglo VII a. C.. Este capítulo registra las actividades del juez Gedeón, perteneciente a una sección que comprende Jueces 6 a 9 y una sección mayor de Jueces 6:1 a Jueces 16:31.

## Texto
Este capítulo fue escrito originalmente en hebreo. Está dividido en 40 Versículos.

### Testigos textuales
Algunos de los primeros manuscritos que contienen el texto de este capítulo en hebreo pertenecen a la tradición del Texto Masorético, que incluye el Códice de El Cairo (895), el Códice de Alepo (siglo X) y el Códice Leningradensis (1008). Fragmentos que contienen partes de este capítulo en hebreo fueron encontrados entre los Rollos del Mar Muerto incluyendo 1Q6 (1QJudg; < 68 AEC) con los versículos 20-22 existentes.
 y 4Q49 (4QJudga; 50-25 a. C.) con los Versículos 2-6, 11-13 existentes. 

Los manuscritos antiguos existentes de una traducción al griego koiné conocida como la Septuaginta (originalmente se hizo en los últimos siglos a. C.) incluyen el Codex Vaticanus ('B; {\displaystyle {\mathfrak {G}}}B; siglo IV) y Codex Alexandrinus (A; {\displaystyle {\mathfrak {G}}}A; siglo V). 

## Análisis
Un estudio lingüístico de Chisholm revela que la parte central del Libro de los Jueces (Jueces 3:7-16:31) puede dividirse en dos paneles basados en los seis estribillos que afirman que los israelitas hicieron el mal a los ojos de Yahvé:
Panel Uno
A 3:7 ויעשו בני ישראל את הרע בעיני יהוה
Y los hijos de Israel hicieron lo malo ante los ojos del SEÑOR
B 3:12 ויספו בני ישראל לעשות הרע בעיני יהוה
Y los hijos de Israel volvieron a hacer el mal otra vez ante los ojos del SEÑOR
B 4:1 ויספו בני ישראל לעשות הרע בעיני יהוה
Y los hijos de Israel hicieron el mal otra vez a los ojos del SEÑOR
Panel Dos
A 6:1 ויעשו בני ישראל הרע בעיני יהוה
Y los hijos de Israel hicieron lo malo ante los ojos del SEÑOR
B 10:6 ויספו בני ישראל לעשות הרע בעיני יהוה
Y los hijos de Israel volvieron a hacer el mal otra vez ante los ojos del SEÑOR
B 13:1 ויספו בני ישראל לעשות הרע בעיני יהוה
Y los hijos de Israel hicieron el mal otra vez a los ojos del SEÑOR
Además, a partir de la evidencia lingüística, los verbos utilizados para describir la respuesta del Señor al pecado de Israel tienen patrones quísticos y pueden agruparse para ajustarse a la división anterior:
Panel Uno
3:8 וימכרם, «y los vendió», de la raíz מָכַר, makar.
3:12 ויחזק, «y fortaleció», de la raíz חָזַק, khazaq.
4:2 וימכרם, «y los vendió», de la raíz מָכַר, makar.
Panel Dos
6:1 ויתנם, «y él les dio,» de la raíz נָתַן, nathan
10:7 וימכרם, «y los vendió», de la raíz מָכַר, makar.
13:1 ויתנם, «y él les dio,» de la raíz נָתַן, nathan
Los capítulos 6 a 9 recogen el ciclo Gedeón/Abimelec, que consta de dos partes principales:
1. el relato de Gedeón (6:1-8:32)
2. el relato de Abimelec (8:33-9:57).

El relato de Abimelec es en realidad una secuela del relato de Gedeón, que resuelve una serie de complicaciones originadas en la narración de Gedeón.
En esta narración, por primera vez la apelación de Israel a Yahvé fue respondida con una severa reprimenda en lugar de una liberación inmediata, y todo el ciclo aborda la cuestión de la infidelidad y el deterioro religioso.
La Narrativa de Gedeón (6:1-8:32) consta de cinco secciones a lo largo de líneas concéntricas -existen paralelismos temáticos entre la primera (A) y la quinta (A') secciones, así como entre la segunda (B) y la cuarta (B') secciones, mientras que la tercera sección (C) se encuentra sola- formando el siguiente patrón simétrico
formando un patrón simétrico como el siguiente:
A. Prólogo a Gedeón (6:1-10)
B. El plan de liberación de Dios a través de la llamada de Gedeón: la historia de los dos altares (6:11-32)
B1. El primer altar-llamada y comisión de Gedeón (6:11-24)
B2. El segundo altar-el encargo de limpiar la casa (6:25-32)
C. La lucha personal de Gedeón por la fe (6:33-7:18)
a. El Gedeón dotado del Espíritu moviliza a 4 tribus contra los madianitas, aunque le falta confianza en la promesa de Dios (6:33-35)
b. Gedeón busca una señal de Dios con dos desplumes para confirmar la promesa de que Yahvé entregará a Madián en su mano (6:36-40) 
c. Una vez que los temerosos israelitas se han marchado, Dios ordena a Gedeón que baje a las aguas para reducir aún más sus fuerzas (7:1-8)
c'. Con el miedo todavía en el propio Gedeón, Dios le ordena a Gedeón que baje al campamento enemigo para escuchar al enemigo (7:9-11)
b'. Dios proporciona una señal a Gedeón con el sueño de un madianita y su interpretación para confirmar la promesa de que Yahvé entregará a Madián en su mano (7:12-14)
a'. El adorado Gedeón moviliza sus 300 hombres para atacar por sorpresa a los madianitas, confiando plenamente en la promesa de Dios (7:15-18).
B'. La liberación de los madianitas por parte de Dios: la historia de dos batallas (7:19-8:21)
B1'. La primera batalla (Cisjordania) (7:19-8:3)
B2'. La segunda batalla (Transjordania) (8:4-21)
A'. Epílogo a Gedeón (8:22-32)

## Comentario previo a los capítulos 6-10
Los israelitas vuelven a caer en el mal y, como consecuencia, Dios permite que sus enemigos los dominen. Sin embargo, movido por la compasión hacia el sufrimiento de su pueblo, el Señor envía a Gedeón como salvador. Su historia, más detallada que la de los jueces anteriores, se desarrolla en varios episodios. Primero, se describe con intensidad la opresión que los madianitas y amalecitas ejercieron sobre Israel y cómo esto fue consecuencia de la infidelidad del pueblo (6,1-10). Luego, se narra la vocación de Gedeón, también conocido como Yerubaal, que significa "Baal contienda" (6,11-32). Tras aceptar su misión, Gedeón convoca a las tribus y selecciona un reducido grupo de hombres para enfrentarse a Madián y Amalec, confiando en que la victoria será obra de Dios (6,33-7,8).
El relato continúa con la sorprendente estrategia y la victoria sobre los enemigos (7,9-22), seguida por la persecución y derrota total de los fugitivos (7,23-8,28). Finalmente, se incluyen detalles sobre la ancianidad y muerte de Gedeón, destacando que, aunque fue un líder exitoso, no buscó instaurar una monarquía en Israel (8,29-35). Sin embargo, el libro de los Jueces hace un paréntesis antes de presentar a un nuevo salvador para relatar el fallido intento de Abimélec, hijo de Gedeón, de instaurar una monarquía en Siquem, lo cual termina en fracaso (9,1-57). Finalmente, se mencionan brevemente a dos jueces menores: Tolá (10,1-2) y Yaír (10,3-5). Estos episodios reflejan las complejidades del liderazgo y la fidelidad en un período de constantes idas y venidas entre la opresión y la liberación.

### Comentarios a los versículos 1-10
Los madianitas y amalecitas, pueblos nómadas del desierto (cfr Ex 2,15; 17,8-16), invadieron las tierras fértiles de Transjordania y Canaán en busca de provisiones, causando devastación en los campos israelitas. Según el estilo característico de la redacción deuteronomista, un profeta del Señor explicó la razón de la incapacidad de Israel para defenderse de estos enemigos: su desobediencia al mandato divino al rendir culto a otros dioses (vv. 8-10). Este profeta, cuyo nombre no se menciona, es el primero anónimo que aparece en la Biblia. A partir de este momento, figuras proféticas similares desempeñarán un papel crucial en la historia de Israel, hasta el destierro a Babilonia

## La llamada de Gedeón (6:1-24)
El relato de Gedeón sigue el patrón convencionalizado de los jueces (cf. Jueces 2:11-23;:12-30) con una descripción del oprimido Israel (como comunidad de base agrícola; Versículos 3-5), porque Israel había adorado a dioses distintos de YHWH. La respuesta de Dios al clamor de Israel esta vez fue diferente de los relatos anteriores, ya que se envió a un profeta para confrontar y acusar al pueblo de su infidelidad en lugar de enviar directamente a un libertador, lo que implica que habría un momento en que la paciencia de Dios se convertiría en juicio. No obstante, Dios, que fue el salvador del Éxodo (cf. Éxodo 20:2), envió a un salvador con la llamada a Gedeón.
El relato de la llamada de Gedeón tiene grandes similitudes con el de Moisés en Éxodo 3 y Josué en Josué 1 como en la tabla siguiente:
|                                      | Gedeón Jueces 6                                                                                         | Moisés Éxodo 3                                                          | Josué Josué 1                                                  |
| ------------------------------------ | --- | ----------------------------------------------------------------------- | -------------------------------------------------------------- |
| Circunstancias                       | Escondiéndose del enemigo, trabajando para su padre que es jefe de clan y sacerdote de santuario pagano | Cuidando ovejas para su suegro.                                         | Después de la muerte de Moisés en el campamento de Abel-Sittim |
| Autorización                         | ¿No te he enviado yo?                                                                                   | y yo te enviaré                                                         | Ahora levántate... ¿no te he encargado?                        |
| Objeción / Protesta de insuficiencia | «Mi familia es la más débil... soy el más pequeño en la casa de mi padre»                               | «Quién soy yo... para sacar a los hijos de Israel de Egipto»            | (ninguno)                                                      |
| Afirmación                           | porque yo estaré contigo                                                                                | Porque yo estaré contigo                                                | ... estaré contigo                                             |
| Señal                                | Dame una señal                                                                                          | Habrá una señal                                                         | (ninguno)                                                      |
| Teofanía                             | Teofanía de fuego que indujo miedo (dada al final)                                                      | Teofanía de fuego que indujo al miedo (dada sin solicitar al principio) | (ninguna)                                                      |
| Nuevo material                       | (ninguno)                                                                                               | (ninguno)                                                               | Sé fuerte y valiente (3x), no tengas miedo ni te desanimes     |

La presencia divina a Gedeón, como también en los casos de Abraham, Jacob, la esposa de Manoa, involucró a un mensajero intermediario que apareció al principio como un ser humano normal. El encargo de Gedeón (cf. Moisés: Éxodo 3:10; Jeremías: Jeremías 1:4-5; y Saúl: 1 Samuel 9:20) y su humilde intento de negarse (cf. Éxodo 3:11; Jeremías 1:6; 1 Samuel 9:21) fue seguido por la petición de una señal como garantía de que el encargo procedía realmente de Dios (Génesis 15:8; Éxodo 4:1; también Éxodo 3:12-13). La consumación ardiente de la ofrenda de Gedeón como prueba del mensaje divino sigue un patrón en el que el poder de Dios se reveló en el fuego (Génesis 15:17; Éxodo 3:1-6; Jueces 13:20). La respuesta de Gedeón al construir un altar lo colocó en la línea de los héroes antepasados israelitas (Génesis 29:17-18; 32:30).

### Versículo 1
E hicieron los hijos de Israel lo malo ante los ojos de Jehová; y Jehová los entregó en mano de Madián siete años.'
- «Madián»: Tribu seminómada de la zona sur de Transjordania; luchó con Israel en tiempos de Moisés (Números 25:16-18; 31:1-54).[26]

#### Comentarios a los versículos 11-32
Este relato de vocación es uno de los más antiguos en la Sagrada Escritura y sirve para discernir varios elementos de todo proceso vocacional. En primer lugar, se observa que Dios elige a un hombre que no había considerado tal llamado, quien recibe la invitación mientras realiza su trabajo cotidiano, trilla el trigo (v. 11). La llamada es completamente iniciativa divina. En ocasiones importantes, como en este caso, el Señor utiliza a un ángel para transmitir su mensaje (cfr Lc 1,11.28). La primera palabra del ángel es una declaración de cercanía: «El Señor está contigo» (v. 12; cfr Lc 1,28), y se menciona la misión para la cual Gedeón está destinado: liberar a su pueblo de la opresión (v. 14). El Señor no lo ha elegido por sus méritos ni por su linaje (v. 15). La reacción de Gedeón es común: dudas y resistencia ante la llamada divina, argumentando su incredulidad y limitaciones, y pidiendo una señal para confirmar que realmente es Dios quien lo ha llamado (vv. 13, 15, 17). El Señor accede a darle esta prueba tangible, y Gedeón queda abrumado al ver que efectivamente es el Señor (vv. 19-22). Finalmente, cuando Gedeón acepta la misión, recibe consuelo y paz con la exhortación divina: «No temas» (v. 23).
Este patrón de vocación se repite a lo largo del Antiguo Testamento, en personajes como Samuel (cfr 1 S 3,1-18), David (cfr 1 S 16,1-13), y Eliseo (cfr 1 R 19,19-21), y se extiende al Nuevo Testamento con la respuesta de la Virgen María (Lc 1,26-38), los Apóstoles (Mt 4,18-22 y par.; 9,9 y par.; Jn 1,35-51), y San Pablo (Hch 9,1-19). En todos estos casos, la respuesta a la vocación de Dios es clave para la historia de la salvación. Hoy, el Señor sigue llamando a hombres y mujeres para que, en su nombre, den frutos abundantes.

Si respondes a la llamada que te ha hecho el Señor, tu vida —¡tu pobre vida!— dejará en la historia de la humanidad un surco hondo y ancho, luminoso y fecundo, eterno y divino.

## Gedeón destruye el altar de Baal (6:25-32)
La primera tarea que Dios encomendó a Gedeón fue derribar el poste sagrado o «asherah», símbolo de Baal, la deidad cananea, y reemplazar el altar por un altar a YHWH, utilizando la madera del poste para proporcionar el fuego mientras ofrecía un toro de su padre. Cuando el pueblo se enfadó por la acción, Joás, el padre de Gedeón, acudió en apoyo de Gedeón, declarando: «Que Baal contienda contra él», lo que se convirtió en una etimología popular para el nuevo nombre de Gedeón, «Jerub-Baal» (que significa: Que Baal contienda contra él"), y esto completa la transformación de Gedeón de “hijo de granjero” a “héroe guerrero”. 

## La señal del vellocino (6:33-40)
Gedeón estaba lleno del espíritu de Dios (Versículo 34), una marca de líderes carismáticos como Sansón, Jefté y Saúl. pero aún necesitaba más confirmación para la batalla y pidió una señal del apoyo de Dios. Un vellón de lana como material para mostrar la señal procede del mundo agrícola de Israel, que era la tradición a lo largo del libro de los Jueces.

### Comentarios a los versículos 36-40
El vellocino que se cubre de rocío por la acción de Dios mientras que el resto de lo que hay sobre la tierra permanece seco, ha sido interpretado de modo alegórico como imagen de la concepción virginal de Santa María. Así, por ejemplo, San Juan Damasceno: 

¿Qué simboliza el vellocino sobre el cual descendió como el rocío el Hijo de Dios y rey universal, eterno como el Padre y que posee su mismo trono? ¿No se refiere claramente a ti, oh María?.